# 柊悠羅
柊 悠羅（ひいらぎ ゆら、1999年 - ）は、日本の推理小説家。

## 来歴・人物
大阪府生まれ。大阪公立大学大学院工学研究科修了。
2020年、『悪魔の取り分』が第19回、『このミステリーがすごい!』大賞の最終選考に残るも落選
2021年、『不動のセンター 元警察官・鈴代瀬凪』が第20回『このミステリーがすごい!』大賞の最終選考に残るも落選（選考時のタイトルは「不動の諜者」）。しかし、隠し玉(編集部推薦)としてデビューが決定し、2022年に同作でデビュー。

## 作品リスト

### 単行本
- 『不動のセンター 元警察官・鈴代瀬凪』（宝島社文庫） 2022年6月

### アンソロジー収録作品
「」が柊の作品
- 「完全犯罪で最後に笑う者」（宝島社文庫『衝撃の1行で始まる3分間ミステリー』） 2024年4月
- 「運び屋の免許更新」（宝島社文庫『驚愕の1行で終わる3分間ミステリー』） 2024年4月